# Jochem Uytdehaage
Jochem Simon Uytdehaage (Utrecht, 9 luglio 1976) è un ex pattinatore di velocità su ghiaccio olandese.

## Palmarès
Olimpiadi
- 3 medaglie:
  - 2 ori (5000 m a Salt Lake City 2002, 10000 m a Salt Lake City 2002)
  - 1 argento (1500 m a Salt Lake City 2002)

Mondiali
- 1 medaglia:
  - 1 oro (completi a Heerenveen 2002)

Europei
- 3 medaglie:
  - 2 ori (Erfurt 2002, Heerenveen 2005)
  - 1 bronzo (Heerenveen 2004)

## Riconoscimenti
- Sportivo olandese dell'anno (2002)